# Alfred Kaufmann
Alfred Kaufmann (* 20. Dezember 1868 in Kälbertshausen; † 14. Januar 1946 in Heilbronn) war ein deutscher evangelischer Pfarrer und Orientalist sowie führende Person des Kaufmann-Will-Kreises, einer Gruppe mit widerständigem Verhalten gegen den Nationalsozialismus in Gießen.

## Leben
Alfred Kaufmann arbeitete als Pfarrer, Lehrer und Schulrektor der Deutschen Schule in Alexandria, an der er ab 1896 Rudolf Heß unterrichtete. Damit warb er ab 1933 bei seinen Vorträgen in vielen Teilen Deutschlands; von 1930 bis 1938 stand er in Korrespondenz mit seinem ehemaligen Schüler Heß. Kaufmann war Mitglied der Studentenverbindungen Argentina Straßburg, Hallenser Wingolf, Gießener Wingolf und Wingolf zu Wien. 
Der seit 1929 in Gießen lebende Kaufmann, ein Anhänger der Deutschnationalen Volkspartei, geriet ab 1937 aufgrund seiner Vortragsreisen unter zunehmende Beobachtung der NS-Machthaber. Schließlich wurden die Vereine, die Kaufmann zu Vorträgen einluden, unter Beobachtung gestellt und ihm 1938 eine Reise zum Orientalisten-Kongress in Brüssel untersagt. Durch Kontakte in europäische und arabische Länder hörte Kaufmann bereits vor Kriegsbeginn so genannte „Feindsender“ zur unabhängigen Information. Zusammen mit anderen von Repression betroffenen Personen, darunter dem Kunstmaler Heinrich Will und dem Pfarrer Ernst Steiner, traf er sich zu ungezwungenen Diskussionsrunden in seiner Wohnung in Gießen. Diese heute als Kaufmann-Will-Kreis bezeichnete Gruppe stand in engem Bezug zum Gießener Wingolf, einer christlichen Studentenverbindung, der auch Kaufmann und Steiner angehörten. Die Ehefrau des Bundesarchivars des Wingolf, Dagmar Imgart, war überzeugte Anhängerin des NS-Regimes und drängte sich dem Kreis als agent provocateur auf, was zur Verhaftung seiner Teilnehmer am 6. und 7. Februar 1942 führte. Nach einem Schauprozess am 20./21. Juli 1942 wurde Alfred Kaufmann zusammen mit Heinrich Will durch den 2. Senat des Volksgerichtshofs unter dem Vorsitz von Robert Hartmann zum Tode verurteilt. Die Strafe wurde schließlich zu lebenslangem Zuchthaus umgewandelt und er wurde in das Zuchthaus Butzbach überstellt, aus dem er am 1. April 1945 durch US-amerikanische Truppen befreit wurde. Er starb 1946 als gebrochener Mann im Alter von 77 Jahren an den Folgen der Haft.